# Сант-Андреа-аль-Квірінале

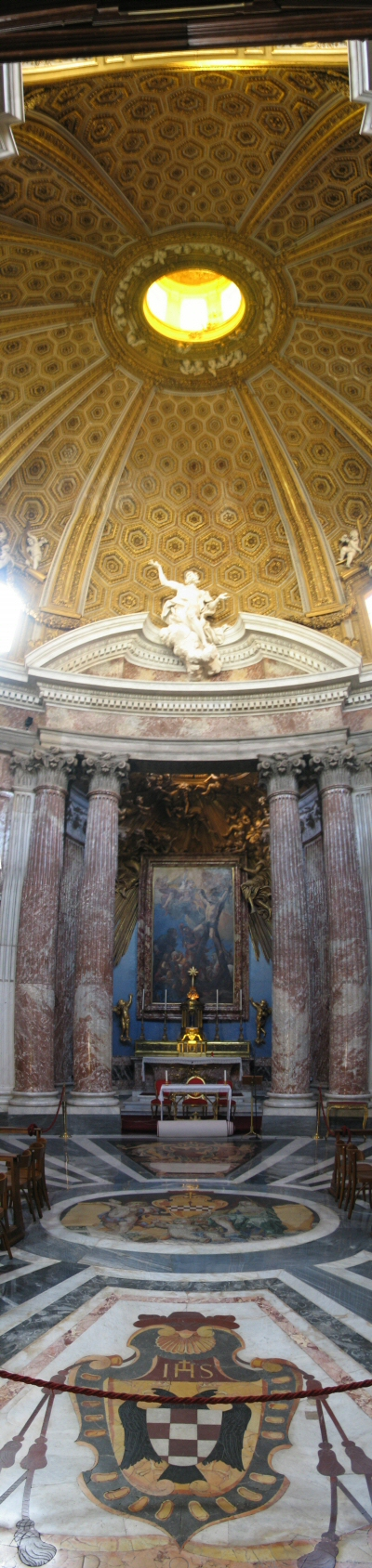
Вівтар

Ситуативний план: (1) Вхід, (2) Капела святого Франциска Ксав'єра, (3) Капела страстей господніх (4) Капела Святого Станіслава, (5) Капела Ігнатія Лойоли, (6) Вівтар, (7) Вхід до кімнат Святого Станіслава

Сант-Андреа-аль-Квірінале (італ. Sant'Andrea al Quirinale, лат. Sancti Andreae in Quirinali) — титулярна церква (з 21 лютого 1998), присвячена апостолу Андрію на Квіриналі в Римі.

## Історія
Церква в стилі бароко збудована за планами архітектора Джованні Лоренцо Берніні (1658–1678) за дорученням кардинала Камілло Памфілі, племінника папи Інокентія X. Берніні створив церкву як відповідь Франческо Борроміні, який збудував церкву Сан Карло алле Кваттро Фонтане.
У 1870–1946 роках була палацовою церквою італійського королівського дому.
План церкви являє собою овал, зорієнтований так що відстань від входу до вівтаря є найкоротшою. По периметру овалу розташовані 8 ніш — капел, різноманітних за формою і декоративним оздобленням. Вівтарна ніша теж багато декорована. Церква виконана у світлих тонах: рожевому, сірому, а також золотом і білому.

## Титулярна церква
Є титулярною церквою, кардиналом-священником з титулом церкви Сант Андреа аль Квірінале з 24 листопада 2007 року є бразильський кардинал Оділіу Педру Шерер.